# Condado de Jenkins
El condado de Jenkins (en inglés: Jenkins County), fundado en 1905, es uno de 159 condados del estado estadounidense de Georgia. En el año 2007, el condado tenía una población de 8595 habitantes y una densidad poblacional de 9 personas por km². La sede del condado es Millen.

## Geografía
Según la Oficina del Censo, el condado tiene un área total de 913 km² (352,5 mi²), de la cual 906 km² (349,8 mi²) es tierra y 7 km² (2,7 mi²) (0.75%) es agua.

### Condados adyacentes
- Condado de Burke (norte)
- Condado de Screven (este)
- Condado de Bulloch (sur)
- Condado de Emanuel (oeste)

## Demografía
Según el censo de 2000, los ingresos medios por hogar en el condado eran de $24 025, y los ingresos medios por familia eran $29 539. Los hombres tenían unos ingresos medios de $28 804 frente a los $20 252 para las mujeres. La renta per cápita para el condado era de $13 400. Alrededor del 28.40% de la población estaban por debajo del umbral de pobreza.

## Transporte

### Principales carreteras
- U.S. Route 25
- Ruta Estatal de Georgia 17
- Ruta Estatal de Georgia 21
- Ruta Estatal de Georgia 23
- Ruta Estatal de Georgia 67
- Ruta Estatal de Georgia 121

## Localidades
- Millen
- Perkins